# اس‌ام یو-۹۰
اس‌ام یو-۹۰ (به انگلیسی: SM U-90) یک زیردریایی بود که طول آن ۷۰٫۶۰ متر (۲۳۱ فوت ۸ اینچ) بود. این زیردریایی در سال ۱۹۱۷ ساخته شد.